# Ramazanski bajram
Ramazánski bájram (arabsko عيد الفطر, latinizirano: Ejd ul Fitr) je muslimanski praznik, ki pomeni konec postnega časa (ramazana) in ga praznujejo po pojavu mlade lune, ki pokaže, da se začenja nov mesec. Verniki gredo v mošejo na posebne molitve, potem pa se začnejo proslave, prirejajo zabave in pojedine ter obdarujejo drug drugega.

## Koledar
- 3. marec 1995 (1415)
- 20. februar 1996 (1416)
- 9. februar 1997 (1417)
- 30. januar 1998 (1418)
- 19. januar 1999 (1419)
- 8. januar 2000 (1420)
- 27. december 2000 (1421)
- 16. december 2001 (1422)
- 6. december 2002 (1423)
- 25. november 2003 (1424)
- 14. november 2004 (1425)
- 3. november 2005 (1426)
- 24. oktober 2006 (1427)
- 13. oktober 2007 (1428)
- 1. oktober 2008 (1429)
- 20. september 2009 (1430)
- 10. september 2010 (1431)
- 30. avgust 2011 (1432)
- 19. avgust 2012 (1433)
- 8. avgust 2013 (1434)
- 28. julij 2014 (1435)
- 17. julij 2015 (1436)
- 6. julij 2016 (1437)
- 25. junij 2017 (1438)
- 15. junij 2018 (1439)
- 5. junij 2019 (1440)
- 24. maj 2020 (1441)
- 13. maj 2021 (1442)
- 2. maj 2022 (1443)
- 21. april 2023 (1444)
- 10. april 2024 (1445)
- 31. marec 2025 (1446)
- 20. marec 2026 (1447)